# Усть-Чижапське сільське поселення
Усть-Чижа́пське сільське поселення (рос. Усть-Чижапское сельское поселение) — сільське поселення у складі Каргасоцького району Томської області Росії.
Адміністративний центр — село Стара Березовка.
Населення сільського поселення становить 263 особи (2019; 287 у 2010, 381 у 2002).

## Склад
До складу сільського поселення входять:
| Населений пункт       | Населення, осіб (2002) | Населення, осіб (2010) |
| --------------------- | ---------------------- | ---------------------- |
| Стара Березовка, село | 265                    | 216                    |
| Усть-Чижапка, село    | 116                    | 71                     |